# 穆滕羅伊斯河
46°34′43″N 8°29′40″E / 46.57853°N 8.49448°E
穆滕羅伊斯河是瑞士的河流，位於該國中部，流經烏里州，屬於維滕瓦瑟倫羅伊斯河的左支流，河道全長7.2公里，流域面積16.7平方公里。